# Klooster van Gradac
Het klooster van Gradac (Servisch: Манастир Градац) is een Servisch-orthodox klooster voor vrouwen. Het klooster is gelegen in het dorpsgebied van Gradac, in de buurt van de stad Raška in Servië. Het klooster behoort tot de eparchie Žiča en wordt sinds 1979 door het land erkend als een monument van uitzonderlijk belang.

## Geschiedenis
Het klooster van Gradac werd gesticht door Helena van Anjou (1237-1314), echtgenote van Uroš de Grote. Een exacte datum is niet te geven, maar men neemt aan dat het stichtingsjaar omstreeks het jaar 1275 moet zijn geweest. Na de dood van haar man deed Helena haar kloostergeloften en trad onder de naam Elisabeth (Jelisaveta) toe in het (mogelijk Rooms-katholieke) Nicolaasklooster te Shkodër, destijds een Servische stad. In 1314 werd zij net als haar dochter begraven in het klooster van Gradac. Na de overwinning van het Ottomaanse Rijk in de Slag op het Merelveld in 1389 kregen de Turken toegang tot de Balkan en werd het klooster verlaten. De gebouwen werden vervolgens door de Turken vernield en de weerelementen deden de rest. Slechts enkele fragmenten van de oude fresco's in de kerk bleven behouden.
In 1910 werd een beschermend dak geplaatst boven de muren van de kloosterkerk. De kerk, gewijd aan de Moeder Gods, werd in de jaren 1963-1975 volledig gereconstrueerd. In de jaren 80 werd het kloosterleven nieuw leven ingeblazen.